# Lubbert von Rodenberg
Lubbert von Rodenberg (* im 14. Jahrhundert; † 1396) war Vizedominus in Münster.

## Leben
Lubbert von Rodenberg entstammte dem westfälischen Adelsgeschlecht von Rodenberg, welches seinen Stammsitz im Haus Rodenberg hatte. Er war der Sohn des Hermann von Rodenberg und dessen Gemahlin Luci. Als Domherr zu Münster findet er erstmals am 9. April 1367 urkundliche Erwähnung. Im Juli 1371 hatte er sein münstersches Domkanonikat resigniert und gegen das Lütticher Domkanonikat des Dietrich von der Mark eingetauscht. Lubbert war Archidiakon zu Borken, Winterswijk und Vreden. Im Jahre 1388 war er Oberwerkmeisters des Doms zu Münster. Bischof Otto von Hoya verlieh ihm nach dem Tode des Konrad von Westerhem das Vizedominat. In dieser Funktion war er der Vertreter des Landesherrn.